# Carlos García Quesada
Carlos Garcia Quesada (La Zubia (Granada), 18 april 1978) is een voormalig Spaans profwielrenner (sinds 2002).
Eind juni 2006, vlak voor de start van de Ronde van Frankrijk, maakten de Spaanse media een lijst bekend van renners die door het Spaanse gerecht worden verdacht van betrokkenheid in het bloeddopingschandaal rond dokter Fuentes. Op die lijst komt ook de naam voor van Carlos García Quesada. Door de dopingzaak stelde zijn ploeg Unibet.com hem niet meer op. In mei 2007 werd zijn contract ontbonden. Daarop besloot hij met wielrennen te stoppen.

## Resultaten
2003
1e etappe Ronde van Burgos
2004
Eindklassement GP Estremadura
2005
1e etappe Ruta del Sol
Prueba Villafranca de Ordizia
Eindklassement Ronde van Castilië en Leon
17e etappe Ronde van Spanje
4e plaats in eindklassement Ronde van Spanje
2006
Eindklassement Ruta del Sol
4e etappe Ronde van Murcia

## Girodeelnames
- 2001 - niet uitgereden
- 2003 - niet uitgereden

## Tourdeelname
geen

## Vueltadeelnames
- 2002 - 19e
- 2003 - 74e
- 2004 - 5e
- 2005 - 5e; etappe

## Ploegen
- 2001 - Kelme-Costa Blanca
- 2002 - Kelme-Costa Blanca
- 2003 - Kelme-Costa Blanca
- 2004 - Comunidad Valenciana-Kelme
- 2005 - Comunidad Valenciana-Elche
- 2006 - Unibet.com
- 2007 - Unibet.com (tot 11-05)